# Bewertungsmodell
Bewertungsmodelle sind ein Arbeitsinstrument bei der Auswahl von Archivalien. Konkret geht es darum, welche von öffentlichen Stellen ausgesonderten Unterlagen nicht vernichtet, sondern in einem Archiv aufbewahrt werden. Übergeordnetes Ziel ist die gesellschaftlich und auch vom Gesetzgeber gewollte Überlieferungsbildung.

## Allgemeines
Die öffentlichen Stellen haben den zuständigen Archiven alle Unterlagen zur Übernahme anzubieten, die sie zur Erfüllung ihrer Aufgaben nicht mehr benötigen. Die Archive der Kommunen und der Länder wiederum haben die Aufgabe, die entsprechenden Unterlagen zu sichten, zu bewerten und diejenigen Teile, die dabei als archivwürdig erkannt werden, zu übernehmen.

## Überlieferungsbildung
Die Entscheidung darüber, was archiviert werden soll, ist auch eine Entscheidung darüber, was der Nachwelt dauerhaft überliefert wird.
Archivische Überlieferungsbildung zielt dabei darauf ab, ein angemessenes Bild der Gesellschaft darzustellen und für die Zukunft zu erhalten. Dieses Bild kann jedoch nie ein objektives sein, da die Entscheidungen, welche Unterlagen übernommen werden und welche nicht, immer subjektiv durch einzelne Personen oder Institutionen wie Archiven geprägt sind. Eine möglichst objektive Bewertung wird jedoch angestrebt.
Die Überlieferungsbildung und damit einhergehende Bewertung kann damit als eine der zentralen Daueraufgaben von Archiven angesehen werden.

## Vorausschauende Identifizierung archivwürdiger Unterlagen
Mit Hilfe von Bewertungsmodellen wird vorausschauend bestimmt, welche Unterlagen aus welcher Behörde übernommen werden sollen, indem die archivwürdigen Teile des Schriftgutes identifiziert und so eine aussagekräftige Überlieferung gebildet werden kann. Archivische Arbeit wird auf diese Weise transparenter, effektiver und planbarer.
Gerade öffentliche Stellen arbeiten in ihrem Verwaltungshandeln in vielfältiger Weise zusammen, so dass Überlieferungen in der gleichen Angelegenheit oft an mehreren Stellen entstehen. Solche Mehrfachüberlieferungen erhöhen jedoch nicht den Informationswert, sondern im Gegenteil: Sie fordern mehr Platz, Arbeitsaufwand und mehr finanzielle Ressourcen.
Letztlich hängt aus Nutzersicht die Qualität der archivischen Nutzung nicht von der Menge der im Archiv verwahrten Unterlagen ab, sondern von der Chance, relevante Unterlagen in kurzer Zeit auffinden und auswerten zu können.
Zur Identifizierung archivwürdiger Unterlagen gehört die Ermittlung der federführenden Stelle bei der Wahrnehmung einer Aufgabe. Es wird ermittelt, wo die aussagekräftigste Überlieferung zur Erfüllung einer Aufgabe entsteht, wer an Entscheidungen beteiligt ist und an welcher Stelle sie gefällt werden. Die Ergebnisse werden in Bewertungsmodellen festgehalten. Sie bieten damit ein deutlich höheres Maß an Planbarkeit archivischer Überlieferungsbildung als Einzelbewertungsentscheidungen und helfen so auch, alle nachgelagerten archivischen Arbeitsprozesse zu steuern. So können z. B. Erlasse, die von einem Ministerium an alle nachgeordneten Behörden verschickt werden, nur beim Ministerium übernommen und in allen anderen Dienststellen vernichtet werden. Auf diese Weise können Doppelüberlieferungen vermieden werden.

## Aussonderung

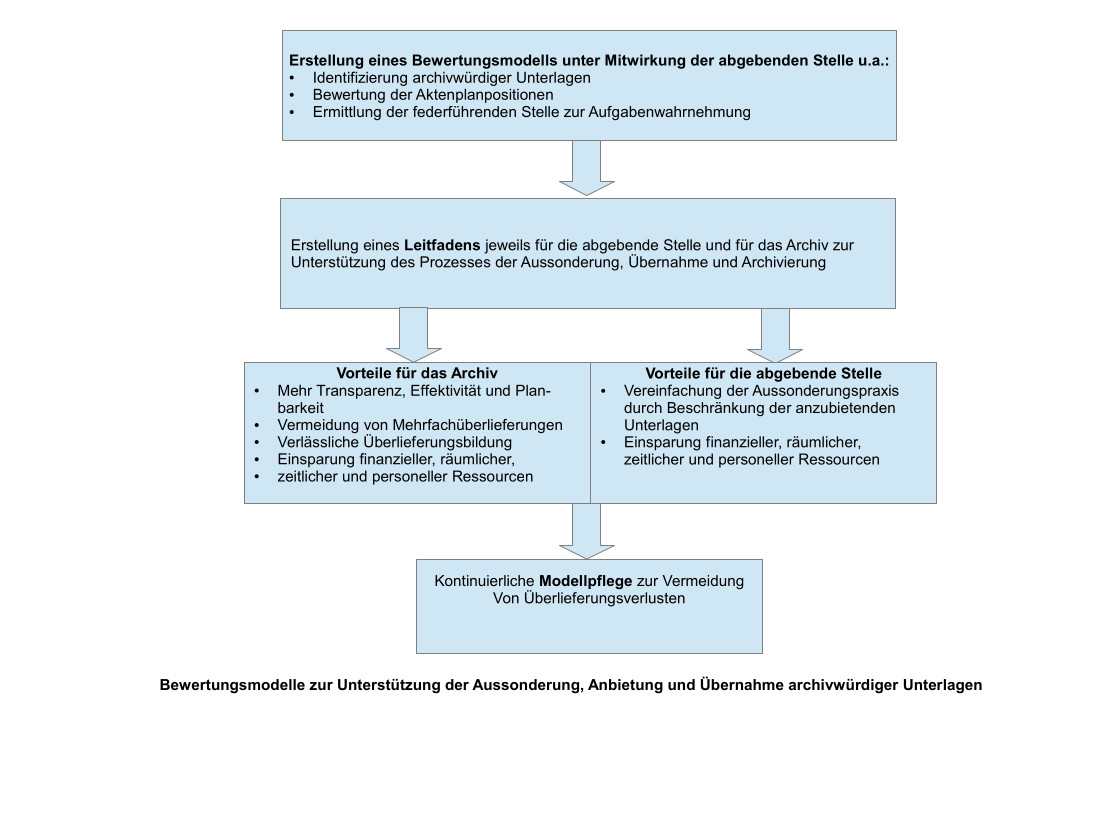

Bewertungsmodelle können die Aussonderungspraxis sowohl für Archive als auch für die abgebenden Stellen erheblich vereinfachen, indem sie z. B. für eine Behörde die konkrete Anbietungspflicht auf bestimmte Teile der Unterlagen beschränken. Alle anderen Unterlagen können dann jeweils ohne vorherige Anbietung an das jeweilige Archiv vernichtet werden. Voraussetzung hierfür ist, dass jede Aktenplanposition nach Prüfung der formalen wie inhaltlichen Kriterien bewertet und schriftlich festgehalten wird z. B. mit einem „A“ für Archivieren bzw. Mit einem „K“ oder „V“ für Kassieren oder Vernichten. Das so entstandene Modell dient sowohl dem Archiv als auch den entsprechenden Stellen als verbindlicher Leitfaden für den Prozess der Aussonderung und Archivierung. Eine Überprüfung von Seiten des Archivs erfolgt dann nur noch stichprobenartig vor Ort. Somit dienen Bewertungsmodelle auch der Einsparung von finanziellen, personellen und räumlichen Ressourcen. Voraussetzung ist jedoch immer eine verlässliche strukturierte Akten- und Registraturführung.

## Erarbeitung von Bewertungsmodellen

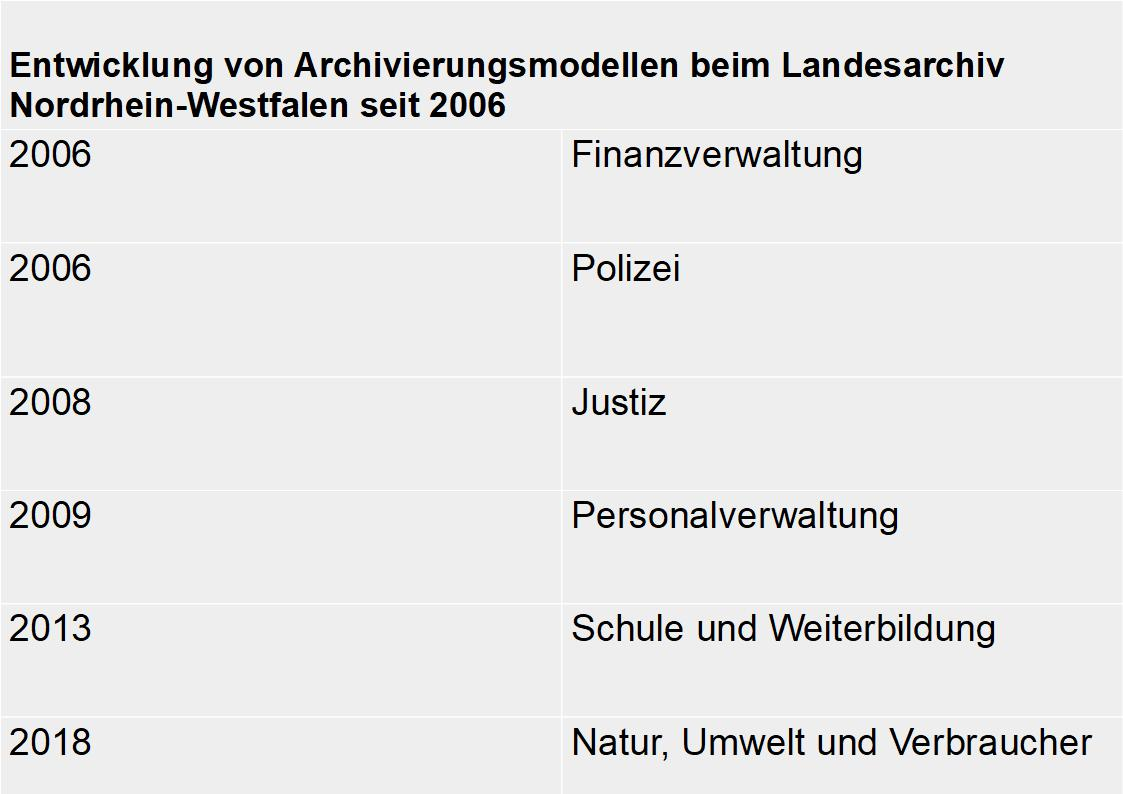

Die Erarbeitung von Bewertungsmodellen sollte unter Mitwirkung mit den aktenführenden Stellen vonstattengehen. Sie stellt eine sehr komplexe Aufgabe dar, die eine strategische Herangehensweise erfordert. Ein Beispiel für solch ein konzeptionelles Vorgehen bietet das vom Landesarchiv Nordrhein-Westfalen erarbeitete Fachkonzept zur „Steuerung der Überlieferungsbildung mit Archivierungsmodellen“, das einen Rahmen für die Erarbeitung von Modellen, die Priorisierung für zukünftige Arbeitsvorhaben sowie Standards festlegt.
Bisher hat das Landesarchiv auf Grundlage des Fachkonzepts Modelle für sechs verschiedene Verwaltungsbereiche entwickelt:
Finanzverwaltung (seit 2006), Justiz (Seit 2008), Natur, Umwelt und Verbraucher (seit 2018), Personalverwaltung (seit 2009), Polizei (seit 2006), Schule und Weiterbildung (seit 2013).
Einhergehend mit den Modellen, werden Leitfäden jeweils für die abgebende Stelle als auch für das Archiv zur Orientierung für den Prozess der Aussonderung, Übernahme und Archivierung erstellt.

## Archivierungsmodell
Einige Archive verwenden stellvertretend für den Begriff Bewertungsmodell das Wort Archivierungsmodell, womit hervorgehoben werden soll, dass neben der Bewertung grundsätzlich auch andere Schritte im Prozess der Archivierung wie z. B. Fragen der Erschließungsintensität oder der Bestandserhaltung, für die Planbarkeit der archivischen Tätigkeit eine Rolle spielen.

## Modellpflege
Bewertungs- bzw. Archivierungsmodelle sind nie abgeschlossen, sondern müssen fortwährend an Veränderungen in der Gesetzgebung, der Behördenorganisation oder der Schriftgutverwaltung angepasst werden. Auch müssen sie um neue Erkenntnisse aus der Praxis der modellgestützten Bewertung erweitert werden. Geschieht dies nicht, drohen Überlieferungsverluste. Das Fachkonzept des Landesarchivs Nordrhein-Westfalens sieht daher eine kontinuierliche Pflege der Modelle vor. Zur Konkretisierung wurde hierfür eine Richtlinie erarbeitet, welche einen einheitlichen und verbindlichen Rahmen für die Modellpflege im Landesarchiv Nordrhein-Westfalen schafft, Aufgaben und Abläufe benennt und Umsetzungsbeispiele vorschlägt.

## Veröffentlichungen
Viele  Archive, vor allem im staatlichen Bereich, stellen ihre Bewertungsmodelle online zur Verfügung. Dies macht nicht nur die archivische Arbeit und Bewertungsentscheidungen transparenter, sondern kann anderen Archiven als Anregung für die Entwicklung eigener Modelle dienen. Auch kann auf diese Weise eine kritische interaktive Auseinandersetzung mit den Modellen erfolgen und zur Effizienz von Überlieferungsbildung beitragen.